# Thelxiope palaeothalassia
La telxiope (Thelxiope palaeothalassia) è un artropode estinto, vissuto nel Cambriano medio (circa 505 milioni di anni fa). I suoi resti sono stati rinvenuti nel ben noto giacimento di Burgess Shales (Canada).

## Descrizione
Questo animale era munito di un capo (cephalon) di notevoli dimensioni, composto da sei o sette segmenti, mentre il corpo era costituito da sei segmenti. La caratteristica più impressionante di questo animale era costituita da una serie di spine, una per segmento corporeo, che ornavano il dorso e probabilmente servivano da strumento di difesa all'animale. La coda si restringeva fino a formare una struttura simile a una spina allungata (telson).

## Possibili parentele
Non è chiaro a quale classe di artropodi appartenesse la telxiope, ma è probabile una parentela di questo animale con un altro artropode proveniente da Burgess Shales, Habelia. In ogni caso vi sono alcune differenze rilevanti tra i due animali: Habelia, ad esempio, possedeva una coda articolata e le spine sul dorso erano ridotte a semplici “gobbe”.